# Anthurium fuscopunctatum
Anthurium fuscopunctatum Sodiro, 1905 è una pianta della famiglia delle Aracee, endemica dell'Ecuador.